# Woodford (Wiltshire)
Woodford è una parrocchia civile della contea del South Wiltshire che si trova a circa 4 miglia a nord-ovest di Salisbury e 4 miglia a sud-ovest di Amesbury, Sud Ovest dell'Inghilterra, Regno Unito.

## Geografia

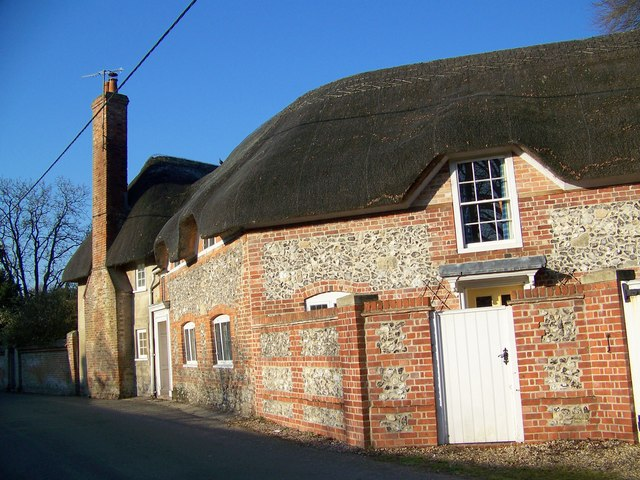
Magnolia Cottage a Lower Woodford, con tipico tetto in paglia

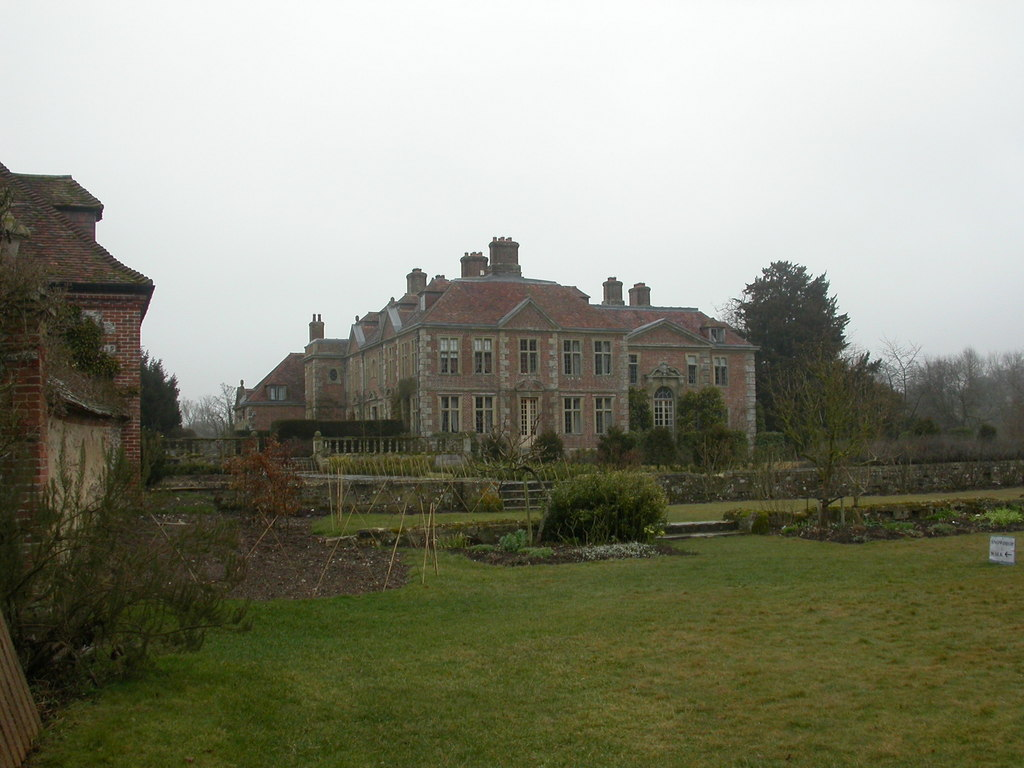
Heale House a Middle Woodford

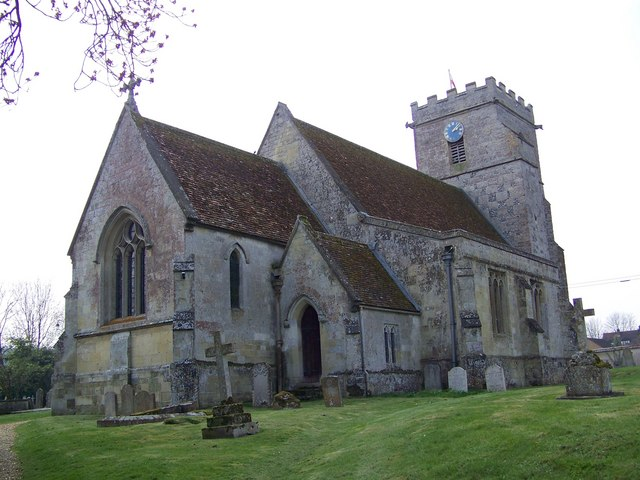
Chiesa di Tutti i Santi a Middle Woodford

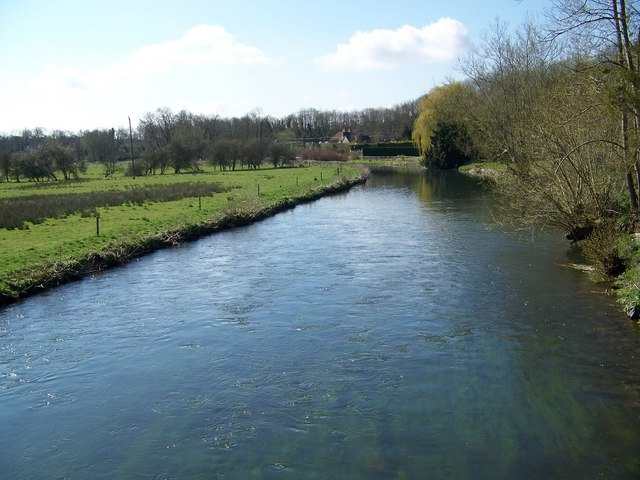
Fiume Avon nel territorio di Upper Woodford

Il territorio della parrocchia civile è abbastanza esteso e comprende i tre diversi villaggi di Lower Woodford, Middle Woodford e Upper Woodford e il suo confine ad est è dato dal fiume Avon. Nel 1951 i confini erano ancora quelli storici dell'antica parrocchia con una superficie complessiva di quasi 3000 acri. Il terreno sale ripidamente da circa 200 piedi nella valle del fiume a circa 400 piedi nella zona più elevata. Il terreno è calcareo contenente una grande quantità di selce, con ghiaia nella valle del fiume, e la terra è per lo più arabile, con pascoli sui pendii più ripidi, marcite lungo il fiume e diverse piccole aree di bosco.

## Storia
Ci sono resti di siti preistorici sui terreni più alti divenuti col tempo solo edifici isolati. 
Poiché il feudo fu di proprietà della Chiesa per oltre novecento anni, ebbero luogo poche transazioni di terreni o proprietà, quindi sui registri ci sono pochi riferimenti storici che permettano di risalire alla popolazione del periodo. Un ponte a Upper Woodford esisteva nel 1370. Il territorio è percorso da strade e sentieri apparentemente di una certa antichità, e un ponte a Upper Woodford esisteva già nel 1370. Il vescovo di Salisbury tenne il feudo di Woodford da prima della conquista fino al 1869, quando fu trasferito ai commissari ecclesiastici che vendettero la terra nel 1920. Un tempo c'era un palazzo dei vescovi di Salisbury (Heals House) nel quale Carlo II d'Inghilterra si rifugiò durante la sua fuga dopo la battaglia di Worcester alla metà del XVII secolo. I tre villaggi della parrocchia si trovano lungo una strada che corre tra Salisbury e Amesbury lungo la riva occidentale dell'Avon e sembra che Upper Woodford sia da tempo il più grande dei tre villaggi e le case che si trovano lungo la strada e accanto a Woodford Green sono quasi tutte storiche. Middle Woodford, anche se vi stanno la chiesa, la canonica, la scuola e un vecchio mulino, sino al XX secolo non è stato molto sviluppato. Andando verso Lower Woodford si incontrano il Court House che faceva parte della tenuta di Woodford fino al 1920. Un po' a est del Court House vi sono le rovine di un piccolo edificio medievale sopravvissero fino al 1875 circa e che era conosciuta localmente come una cappella e potrebbe essere stata il sito dell'ex residenza del vescovo, abbattuta all'inizio del XVI secolo. L'Avon Cottage è una casa a graticcio con sei campate, probabilmente risalente al XV secolo. Fu completamente rivestita di mattoni rossi alla fine del XVIII o all'inizio del XIX secolo, e ci sono aggiunte del XX secolo a sud e a est. L'elettricità arrivò per la prima volta nel 1932.

## Monumenti e luoghi d'interesse
Nel territorio di Woodford sono presenti vari edifici e punti di interesse in parte già citati. Meritano particolare attenzione:
- Heale House, grande palazzo risalente al XVII secolo che incorpora parti della casa del 1571 per Gerard Errington, notevolmente ampliata tra il 1898 e il 1910. Le facciate sono in mattoni in lega fiamminga con decorazioni in pietra su davanzali in selce a scacchi. Dal 10 gennaio 1953 è un monumento classificato di primo grado per il suo particolare interesse storico e architettonico.[5][6]
- Chiesa di Tutti i Santi. La chiesa è situata accanto al fiume nel villaggio di Middle Woodford. Composta da un presbiterio, una navata centrale e una torre occidentale, fu ampiamente ricostruita da T. H. Wyatt nel 1845, mantenendo la torre del XV secolo e l'arcata meridionale. La porta meridionale è l'elemento più antico dell'edificio e presenta la sua unica scultura romanica. Dal 18 febbraio 1958 è un monumento classificato di secondo grado per il suo particolare interesse storico e architettonico.[7][8]